# Gibocercus (Amazonembia) flavipes
Gibocercus (Amazonembia) flavipes is een insectensoort uit de familie Archembiidae, die tot de orde webspinners (Embioptera) behoort. De soort komt voor in Peru.
Gibocercus (Amazonembia) flavipes is voor het eerst wetenschappelijk beschreven door Ross in 2001.